# Escape from the Studio
Escape from the Studio è stato un tour musicale del gruppo musicale statunitense Dream Theater, svoltosi durante il 2003.

## Descrizione
Si tratta di una tournée congiunta ai Queensrÿche e i Fates Warning ed è partito il 23 giugno 2003 a Houston per poi concludersi il 2 agosto dello stesso anno a Seattle.

## Date e tappe
| Data                | Città               | Stato               | Località                                                       |
| Tappa: Nord America | Tappa: Nord America | Tappa: Nord America | Tappa: Nord America                                            |
| ------------------- | ------------------- | ------------------- | -------------------------------------------------------------- |
| 23 giugno 2003      | Houston             | Stati Uniti         | Verizon Wireless Theater                                       |
| 24 giugno 2003      | Tulsa               | Stati Uniti         | Brady Theater                                                  |
| 25 giugno 2003      | Grand Prairie       | Stati Uniti         | Nextstage                                                      |
| 27 giugno 2003      | Orlando             | Stati Uniti         | House of Blues                                                 |
| 28 giugno 2003      | Pompano Beach       | Stati Uniti         | Pompano Beach Amphitheater                                     |
| 29 giugno 2003      | Tampa               | Stati Uniti         | Tampa Bay P.A.C.                                               |
| 30 giugno 2003      | Atlanta             | Stati Uniti         | The Tabernacle                                                 |
| 2 luglio 2003       | Columbus            | Stati Uniti         | Promo West Pavilion                                            |
| 3 luglio 2003       | Pittsburgh          | Stati Uniti         | Amphitheater at Station Square                                 |
| 4 luglio 2003       | Barrie              | Canada              | Barrie Molson Centre                                           |
| 5 luglio 2003       | Montreal            | Canada              | Verdun Auditorium                                              |
| 6 luglio 2003       | Québec              | Canada              | Agora                                                          |
| 8 luglio 2003       | Wallingford         | Stati Uniti         | Oakdale Theatre                                                |
| 9 luglio 2003       | Boston              | Stati Uniti         | Fleet Pavilion                                                 |
| 10 luglio 2003      | Holmdel             | Stati Uniti         | PNC Bank Arts Center                                           |
| 11 luglio 2003      | Wantagh             | Stati Uniti         | Jones Beach Amphitheater                                       |
| 12 luglio 2003      | Wilmington          | Stati Uniti         | Kahuna Summerstage                                             |
| 15 luglio 2003      | Baltimora           | Stati Uniti         | Pier Six Concert Pavilion                                      |
| 16 luglio 2003      | Cleveland           | Stati Uniti         | Tower City Amphitheater                                        |
| 17 luglio 2003      | Clarkston           | Stati Uniti         | DTE Music Theater                                              |
| 18 luglio 2003      | Cincinnati          | Stati Uniti         | Annie's Outdoors                                               |
| 19 luglio 2003      | Chicago             | Stati Uniti         | Aragon Ballroom                                                |
| 21 luglio 2003      | Kansas City         | Stati Uniti         | Uptown Theater                                                 |
| 22 luglio 2003      | Denver              | Stati Uniti         | Universal Lending Pavilion                                     |
| 24 luglio 2003      | Los Angeles         | Stati Uniti         | Universal Amphitheatre                                         |
| 25 luglio 2003      | San Diego           | Stati Uniti         | Humphrey's (si sono esibiti solo: Dream Theater e Queensrÿche) |
| 26 luglio 2003      | Concord             | Stati Uniti         | Chronicle Pavilion                                             |
| 27 luglio 2003      | Sacramento          | Stati Uniti         | The Cove at Cal Expo                                           |
| 28 luglio 2003      | Las Vegas           | Stati Uniti         | The Joint                                                      |
| 30 luglio 2003      | Spokane             | Stati Uniti         | Opera House                                                    |
| 31 luglio 2003      | Boise               | Stati Uniti         | Big Easy                                                       |
| 1 agosto 2003       | Portland            | Stati Uniti         | Arlene Schnitzer Concert Hall                                  |
| 2 agosto 2003       | Seattle             | Stati Uniti         | Paramount Theatre                                              |

## Formazione
Dream Theater
- James LaBrie – voce
- John Petrucci – chitarra, cori
- John Myung – basso
- Jordan Rudess – tastiera
- Mike Portnoy – batteria, percussioni, cori

Queensrÿche
- Geoff Tate – voce, tastiere, sassofono
- Michael Wilton – chitarra acustica, ritmica, solista, cori
- Eddie Jackson – basso, cori
- Scott Rockenfield – batteria, percussioni, tastiera, orchestrazione
- Mike Stone – chitarra acustica, ritmica, solista, cori

Fates Warning
- Jim Matheos − chitarra
- Frank Aresti − chitarra
- Ray Alder − voce
- Joey Vera − basso
- Nick D'Virgilio − batteria, percussioni